# قلعه مردان‌آباد
قلعه مردان آباد مربوط به دوره تیموریان - دوره صفوی است و در شهرستان تایباد، بخش باخرز، مردان آباد واقع شده و این اثر در تاریخ ۲۲ مرداد ۱۳۸۴ با شمارهٔ ثبت ۱۳۱۴۰ به‌عنوان یکی از آثار ملی ایران به ثبت رسیده‌است.